# العین (کتاب)
العَین قدیمی‌ترین فرهنگ لغت در زبان عربی است.

## نویسنده
نویسنده این اثر خلیل بن احمد از دانشمندان قرن دوم و مؤسس علم عروض است.

## علت نامگذاری
این کتاب بخاطر اینکه با حرف عین شروع شده به نام العین نامگذاری شده است.

## تشکیک در اثر
برخی در اصل انتساب العین به خلیل شک دارند اما دلایل صحیحی ارائه نداده‌اند و العین از زمان‌های دور کتابی مشهور بوده است.

## چاپ جدید و مرتب
انتشارات اسوه در ایران در سال ۱۴۲۴ق اقدام به چاپ بسیار زیبای العین نمود و تنها اشکال کار شاید ترتیب الفبایی کتاب بود که بر خلاف چینش مؤلف است. نام کامل: ترتیب کتاب العین.